# Paihou
Paihou (kinesiska: 排吼, 排吼乡) är en socken i Kina. Den ligger i provinsen Hunan, i den södra delen av landet, omkring 300 kilometer väster om provinshuvudstaden Changsha. Antalet invånare är 3024. Befolkningen består av 1 443 kvinnor och 1 581 män. Barn under 15 år utgör 20,0 %, vuxna 15-64 år 60 %, och äldre över 65 år 19,0 %.
Genomsnittlig årsnederbörd är 1 848 millimeter. Den regnigaste månaden är maj, med i genomsnitt 327 mm nederbörd, och den torraste är januari, med 41 mm nederbörd.